# Чернорецкий переулок
Черноре́цкий переу́лок — переулок в Центральном районе Санкт-Петербурга. Проходит от площади Александра Невского до изгиба. Далее продолжается Тележной улицей.

## История
- Первоначально — переулок в Чернорецкую слободу (с 1798 года). Название дано по Чернорецкой слободе, находившейся на берегу Чёрной речки.
- С 1836 года — современное название.
- С 1868 года — Чернореченский переулок.
- С 1896 года до 1950-х годов включал участок от Тележной улицы до реки Монастырки, впоследствии упразднённый.

## Объекты
- Дом № 3 — вестибюль станции метрополитена «Площадь Александра Невского-2» построен на месте где располагался доходный дом Ширяева И. А. (Чернорецкий переулок д.5).